# Dunama biosise
Dunama biosise  (лат.) — вид бабочек-хохлаток (Nystaleinae) из семейства Notodontidae. Эндемик Центральной Америки: Коста-Рика, провинция Пунтаренас, Sirena, национальный парк Корковадо (Corcovado National Park) на полуострове Оса, 0-100 м). Длина передних крыльев самцов 11,7—12,8 мм (13 у самок). Цвет серо-коричневый. 
Вид D. biosise был назван в честь организации BIOSIS (некоммерческой издательской компании, поддерживающей JRS Biodiversity Foundation, https://web.archive.org/web/20080821193731/http://www.jrsbdf.org/), дающей информационное обеспечение для сохранения биологического разнообразия жизни на Земле, включая INBio и ACG
.

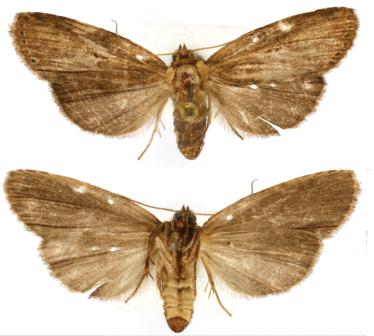
Самка Dunama biosise